# Popovia salvadorae
Popovia salvadorae är en insektsart som beskrevs av Boris Petrovich Uvarov 1952. Popovia salvadorae ingår i släktet Popovia och familjen Pyrgomorphidae. Inga underarter finns listade i Catalogue of Life.